# انتخابات مجلس یونان (۲۰۱۹)
انتخابات مجلس یونان (انگلیسی: 2019 Greek legislative election) در هفتم ژوئیه ۲۰۱۹ با رقابت برای کسب تمامی ۳۰۰ کرسی مجلس یونان برگزار شد.
حزب دموکراسی نوین در انتخابات مجلس یونان (۲۰۱۹) با اکثریت قاطع با ۳۹٫۸۵ درصد آرا و ۱۵۸ کرسی پارلمان یونان به پیروزی رسید. در ۸ ژوئیه ۲۰۱۹، پروکوپیس پاولوپولوس، رئیس‌جمهور یونان، استعفای آلکسیس سیپراس را پذیرفت و اجازه تشکیل دولت را به میتسوتاکیس اعطا کرد. میتسوتاکیس در همین روز به عنوان نخست‌وزیر سوگند یاد کرد.
این انتخابات اولین انتخابات ملی یونان و سومین انتخاباتی است ک سن رأی‌گیری به ۱۷ سالگی کاهش یافته و تعداد حوزه‌های انتخابات پارلمانی از ۵۶ به ۵۹ افزایش یافته‌است. حوزه آتن B، که پیش از اصلاحات ۲۰۱۸بزرگترین حوزه انتخاباتی با ۴۴ کرسی بود، به حوزه‌های کوچکتری تقسیم شد، که بزرگترین آنها ۱۸ کرسی است.
در ۲۶ مه ۲۰۱۹ آلکسیس سیپراس نخست‌وزیر یونان پس از اینکه حزب متبوعش در انتخابات پارلمان اروپا در مقایسه با حزب حاکم سایه درصد کمتری رای آورد، اعلام کرد بدنبال دور دوم رقابتهای شهرداری‌ها ۲۰۱۹، انتخابات عمومی زودرس در کشور برگزار خواهد شد.انتخابات پارلمانی بعد از انتخابات اتحادیه اروپا و انتخابات منطقه‌ای و شهرداری، سومین انتخاباتی است که طی کمتر از سه ماه در یونان برگزار می‌شود.

## نظام انتخاباتی
تمامی رای‌دهندگان برای رای‌گیری و ثبت نام فراخوانده می‌شوند و رای‌دهی خودکار و اجباری است. بااین وجود، هیچ‌یک از جرائم قانونی یا تحریم‌ها تاکنون اجرایی نشده‌است.
تغییراتی که از سپتامبر ۲۰۱۵ در رای‌گیری صورت گرفته، سن رای‌دهندگان در سال ۲۰۱۶ از ۱۸ سال به ۱۷ سال کاهش یافته‌است.